# Love + Fear (Acoustic)
Love + Fear (Acoustic) es el sexto EP de la cantante y compositora Marina. Se lanzó digitalmente el 13 de septiembre de 2019 por Atlantic Records y contiene cinco versiones acústicas de canciones que aparecieron originalmente en el cuarto álbum de estudio de Marina, Love + Fear (2019). El EP se anunció por primera vez pocas semanas antes de su lanzamiento y Benjamin Fletcher es el único productor. Mientras decidía la lista de canciones para el EP, Marina eligió canciones del álbum con las que se sentía muy cómoda y que se traducirían bien cuando se redujera.
Para su promoción, apareció como invitada en Jimmy Kimmel Live! en 2019 y se lanzaron videos musicales para las versiones acústicas de «True», «Superstar» y «Karma».

## Antecedentes
Para marcar una nueva era en su carrera, Marina declaró a través de Twitter en 2018 que quitaría el apodo de "and the Diamonds" de su nombre artístico para lanzar música simplemente como Marina (estilizada en mayúsculas ), y explicó que: "Se necesitó me bastante más de un año para darse cuenta de que una gran parte de mi identidad fue atado en quién era yo como artista ... y no quedaba mucho de lo que yo era". Tras el anuncio, lanzó «Baby» con Clean Bandit, su primer sencillo nuevo con su nuevo nombre. También grabó un cuarto álbum de estudio, Love + Fear , que fue lanzado el 26 de abril de 2019. En apoyo del álbum, Marina se embarcó en el Love + Fear Tour, que debutó el 29 de abril de 2019 en la O2 Academy Newcastle en Newcastle upon Tyne, Inglaterra.
El 4 de septiembre de 2019 a través de Instagram, anunció por primera vez Love + Fear (Acoustic), una reproducción extendida digital que presenta versiones acústicas de canciones de Love + Fear. Ese mismo día, un comunicado de prensa oficial de Atlantic Records y Neon Gold Records confirmó su noticia, con el lanzamiento describiendo el EP como una colección de canciones "poderosas" simplificadas.

## Promoción
Tras su lanzamiento en abril de 2019, Love + Fear recibió una gran expectación y atención debido a la pausa extendida de cuatro años de Marina. Mientras tanto, hizo varias apariciones promocionales en los medios en los Estados Unidos en programas de entrevistas nocturnos. Apareció como invitada musical de Jimmy Kimmel Live! el 4 de septiembre de 2019, donde Marina interpretó «Karma». Según Lake Schatz de Consequence of Sound, la aparición en el programa fue para promover Love + Fear (Acoustic) además del álbum y sus próximas fechas de gira para el Love + Fear Tour en los Estados Unidos.
Marina lanzó tres videos musicales para las versiones de sus canciones que aparecen en el EP. Todos los clips fueron dirigidos por el fotógrafo estadounidense Nikko LaMere y filmados durante la última semana de agosto de 2019. Todos fueron subidos al canal de YouTube de Marina durante el mes siguiente. La primera imagen, que acompaña a «Superstar», fue lanzada junto con Love + Fear (Acoustic) el 13 de septiembre. El 16 de septiembre, se lanzó el video de «True». El video musical final acompañó a «Karma» y fue lanzado el 25 de septiembre de 2019.

## Lista de canciones
| N.º   | Título                       | Escritor(es)                                              | Productor (s)     | Duración |  |
| 1.    | «True» (Acoustic)            | Marina Diamandis, Noonie Bao, Oscar Görres y Oscar Holter | Benjamin Fletcher | 3:19     |  |
| 2.    | «Superstar» (Acoustic)       | Diamandis, Ben Berger, Ryan McMahon y Ryan Rabin          | Benjamin Fletcher | 4:02     |  |
| 3.    | «Karma» (Acoustic)           | Diamandis, Berger, McMahon, Jack Patterson y Rabin        | Benjamin Fletcher | 3:48     |  |
| 4.    | «No More Suckers» (Acoustic) | Diamandis, James Flannigan y Alex Hope                    | Benjamin Fletcher | 3:29     |  |
| 5.    | «Orange Trees» (Acoustic)    | Diamandis, Görres, Erik Hassle y Jakob Jerlstrom          | Benjamin Fletcher | 3:08     |  |
| 17:46 |                              |                                                           |                   |          |  |

## Historial de lanzamiento
| País   | Fecha                    | Formato                     | Discográfica     | Ref    |
| ------ | ------------------------ | --------------------------- | ---------------- | ------ |
| Varios | 13 de septiembre de 2019 | Descarga digital, streaming | Atlantic Records | [ 13 ] |